# Ben Feringa

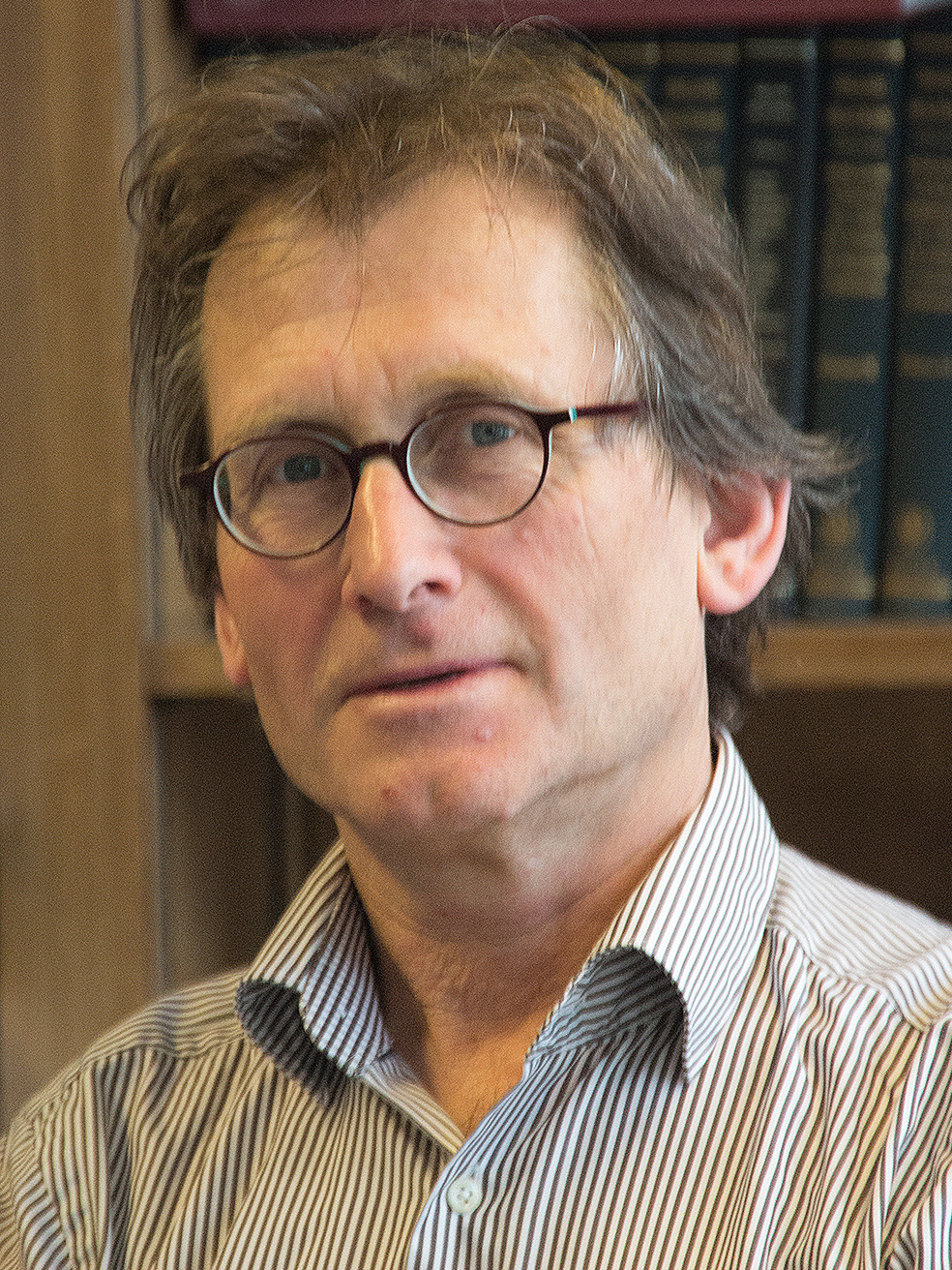
Ben Feringa (2015)

Bernard Lucas „Ben“ Feringa (* 18. Mai 1951 in Barger-Compascuum, Gemeinde Emmen) ist ein niederländischer Chemiker (Organische Chemie, Molekulare Nanotechnologie). 2016 erhielt er mit Jean-Pierre Sauvage und Fraser Stoddart den Nobelpreis für Chemie für „das Design und die Synthese von molekularen Maschinen“.

## Leben
Feringa wurde als Sohn des Landwirts Geert Feringa (1918–1993) und dessen Ehefrau Lies Feringa geb. Hake (1924–2013) geboren. Feringa wuchs als zweites von insgesamt zehn Geschwistern in einer katholischen Familie auf. Seine Jugend verbrachte er auf dem Hof der Familie, der direkt an der Grenze zu Deutschland liegt, in Barger-Compascuum im Bourtanger Moor. Er ist niederländischer und deutscher Abstammung. Zu seinen Vorfahren zählt der Moorpionier Johann Gerhard Bekel. Zusammen mit seiner Ehefrau Betty Feringa geb. Bootsma hat er drei Töchter. Er lebt in Paterswolde bei Groningen.
Feringa studierte Chemie an der Universität Groningen. Dort erlangte er 1974 sein Doctoraalexamen (entsprechend einem Diplom oder Master-Abschluss) und wurde 1978 bei Hans Wijnberg mit einer Arbeit über asymmetrische Phenol-Oxidation zum Ph.D. promoviert. Danach forschte er bei Shell in den Niederlanden und Großbritannien, bevor er 1984 Dozent in Groningen wurde. Seit 1988 ist er dort Professor für Organische Chemie. 2008 wurde er Akademie-Professor der Niederländischen Akademie der Wissenschaften. Er ist Jacobus H. van’t Hoff Distinguished Professor of Molecular Sciences und Direktor des Zentrums für Systemchemie.
Er war Gastprofessor in Löwen, Santiago de Compostela, Potenza und an der University of Colorado.

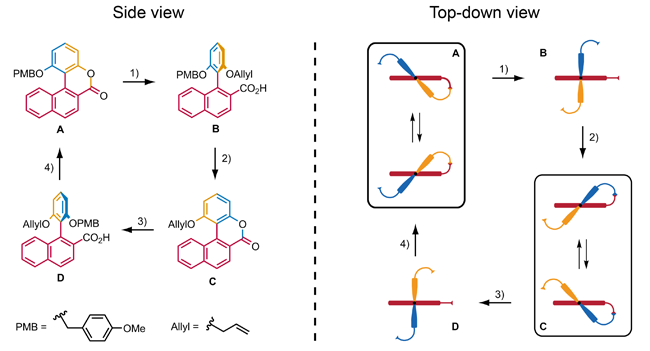
Synthetischer molekularer Motor von Feringa und Mitarbeitern

Feringa befasst sich mit Organischer Synthese, Stereochemie, asymmetrischer Katalyse (Enantioselektive Katalyse, das heißt, sie unterscheidet zwischen einem Molekül und dem optischen Isomer), Supramolekularer Chemie und Nanowissenschaften (Synthese molekularer Schalter und synthetischer molekularer Motoren, Selbstassemblierung molekularer Nanosysteme). 1999 gelang ihm ein vielbeachteter Durchbruch mit der Entwicklung eines lichtgetriebenen molekularen Motors. Das war auch der erste synthetische molekulare Motor (zeitgleich veröffentlichte T. Ross Kelly in Nature einen anderen Ansatz für einen künstlichen molekularen Motor, der aber viel eingeschränkter funktionierte als der von Feringa). Molekulare Motoren kommen in der Natur zum Beispiel in Muskelzellen oder beim Flagellum von Bakterien häufiger vor.
2004 erhielt er den Spinoza-Preis, 2008 den Paracelsus-Preis, 2005 den Prelog-Preis, 2007 den James Flack Norris Award, 2009 die Chirality Medal, 2013 die Marie Curie Medaille der Polnischen Chemischen Gesellschaft und 2003 mit Martin Möller und anderen den Körber-Preis für die Europäische Wissenschaft für einen mit Licht betriebenen Molekül-Motor. Er ist Mitglied der Königlich Niederländischen Akademie der Wissenschaften und deren Vizepräsident. 2008 wurde er Ritter und 2016 Kommandeur im Orden vom Niederländischen Löwen. 2012 erhielt er den Humboldt-Forschungspreis, 2014 hielt er die Theodor-Förster-Gedächtnisvorlesung. 2016 erhielt er die August-Wilhelm-von-Hofmann-Denkmünze, den Tetrahedron-Preis sowie gemeinsam mit Jean-Pierre Sauvage und Fraser Stoddart den Nobelpreis für Chemie, 2017 den Centenary Prize der Royal Society of Chemistry und 2018 die erste European Chemistry Gold Medal der European Association for Chemical and Molecular Sciences. 2019 wurde ein Asteroid nach ihm benannt: (12655) Benferinga. Er ist seit 2004 auswärtiges Mitglied der American Academy of Arts and Sciences, seit 2010 ordentliches Mitglied der Academia Europaea und wurde 2019 ausländisches Mitglied der National Academy of Sciences und als Mitglied in die Nationale Akademie der Wissenschaften Leopoldina aufgenommen. 2020 wurde Feringa als auswärtiges Mitglied in die Royal Society gewählt, 2024 zum Mitglied der American Philosophical Society.
Er ist Herausgeber von Chemistry World und Mitgründer der Firma SelAct (Auftragsforschung in Chemie).

## Schriften
- S. P. Fletcher, F. Dumur, M. M. Pollard, B. L. Feringa: A Reversible, Unidirectional Molecular Rotary Motor Driven by Chemical Energy. In: Science. Band 310, 2005, S. 80–82, doi:10.1126/science.1117090.
- Ben L. Feringa, Nagatoshi Koumura, Robert W. J. Zijlstra, Richard A. Van Delden, Noboyuki Harada: Light-driven monodirectional molecular rotor. In: Nature. Band 401, 199, S. 152.
- Javier Vicario, Martin Walko, Auke Meetsma, Ben L. Feringa: Fine Tuning of the Rotary Motion by Structural Modification in Light-Driven Unidirectional Molecular Motors. In: Journal of the American Chemical Society. Band 128, 2006, S. 5127–5135, doi:10.1021/ja058303m.
- Javier Vicario, Auke Meetsma, Ben L. Feringa: Controlling the speed of rotation in molecular motors. Dramatic acceleration of the rotary motion by structural modification. In: Chemical Communications. 2005, S. 5910–5912, doi:10.1039/B507264F.